# Phönix D.I
Phönix D.I byl rakousko-uherský stíhací dvouplošník používaný letkami k.u.k. Luftfahrtruppen během první světové války. Letoun vyráběla firma Phönix Flugzeugwerke AG a na jeho vývoji se podílel hlavní inženýr továrny Alfred Reimann a konstruktéři Edmund Sparmann a Leo Kirste.

## Vývoj
Ke konci roku 1916 konstruktéři Phönixu experimentovali s licenčně vyráběnou stíhačkou Hansa-Brandenburg D.I, z čehož vznikl v polovině roku 1917 první prototyp Phöenix D.I s továrním číslem 20.14, který měl konstrukci křídel inspirovanou tehdejšími „jedenapůlplošníky“ firmy Nieuport. Další vývoj proběhl s cílem zlepšit výhled pilota přepracováním nosného systému a tím vznikl nový prototyp 20.15 poháněný motorem Austro-Daimler o výkonu 185 k (136 kW). V místě uchycení kořenových žeber byl připevněn kulomet Schwarzlose M.16 ráže 8 mm, tehdy ještě bez synchronizace. Zálet se uskutečnil v červnu 1917 a jednoznačně prokázal lepší letové vlastnosti než u Phönixu licenčně vyráběný Hansa-Brandenburg D.I „KD“ ze kterého byl přestavěn, nicméně výkon motoru se ukázal nedostatečný. Tento letoun, který nakonec přežil válku jako cvičný, byl v dubnu 1920 nabídnut Československu k odprodeji, nabídka však zůstala bez odezvy. Další prototyp 20.16 již poháněl silnější motor Austro-Daimler o výkonu 200 k (147 kW). Nosný systém byl ještě vylepšen, horní křídlo se nacházelo přímo na trupu a díky tomu se zlepšil výhled pilota. Letové zkoušky, které proběhly v dubnu a květnu 1917, však odborníky z k.u.k. Luftfahrtruppen o dobrých výkonech stíhačky příliš nepřesvědčily. To bylo také důvodem, aby konstruktéři Phönixu definitivně opustili „jedapůlplošníkovou“ koncepci křídel. Prototyp 20.16 se tedy dočkal dalších změn nosných ploch, změnil se profil i počet žeber horního křídla, které již mělo pro další Phönixy typický centroplán s horizontálním chladičem kapaliny nad náběžnou hranou. Celkově byla konstrukce nosného systému ještě více zpevněna. Trup byl tvořen přepážkami, příčkami i podélníky ze dřeva, potažený třívrstvou lakovanou překližkou s výjimkou plechových motorových panelů a montážních krytek. Od prototypu 20.16 si instalace motorů Hiero vyžádala prodloužení přídě o 200 mm, zadní část byla prodloužena o 250 mm na celkovou délku 6,75 m. Dvounosníková křídla i ocasní plochy byly potaženy plátnem. Zvláštním znamení oproti následujícím typům Phönixů bylo uspořádání vzpěr, které se při pohledu zpředu sbíhaly šikmo od spodní nosné plochy směrem k horní - u dalších typů byly rovnoběžné. Negativně nakroucená křidélka, která se nacházela pouze na horním křídle, byla z tenkých ocelových trubek.
První testy upraveného prototypu se uskutečnily při osobní účasti velitele k.u.k. Luftfahrtruppen Emila Uzelace v srpnu 1917. Vlastnosti letounu ho natolik přesvědčily, že ihned nařídil sériovou výrobu typu D.I dle vzoru 20.16, takže předběžně podepsaná objednávka na 120 letounů z března 1917, mohla být konečně naplněna. V srpnu zahájená sériová výroba plánovala splnění dodávky do konce roku, avšak poslední letouny z kontraktu byly dodány teprve v květnu 1918.

## Na frontě
Prvních 11 stíhaček Phönix D.I se však objevilo u vojska již v říjnu 1917 i když na frontu se dostaly teprve v prosinci kvůli nedostatku kulometů pro jejich vyzbrojení. Všechny stroje byly vybaveny motorem Hiero o výkonu 200 k (147 kW), avšak podle třech výrobních sérií 128.01-.31, 228.01-.55 a 328.01-.34 vždy od jiného výrobce (dle uvedeného pořadí výrobci Hiero, Osterreichische Fiat Werke a Breitfeld, Daněk a spol.). Po srovnávacích testech s letouny Albatros D.III (Oeffag) a Aviatik D.I, které proběhly v září 1917, prokázal Phönix D.I schopnost dosahovat vyšší rychlosti i stoupavosti vůči Albatrosu, což bylo důležité v převážně hornaté oblasti a lepší ovladatelnost ve srovnání s Aviatikem. I německý inspektorát vojenského letectva Idflieg vysmekl Phönixu poklonu:
| „ | …má úžasné vlastnosti, zvláště rychlé manévry a stabilita s ubraným plynem jsou předností. Pilot tak může prakticky na místě zastavit letadlo a klesnout o několik set metrů bez ztráty kontroly nad řízením… | “ |

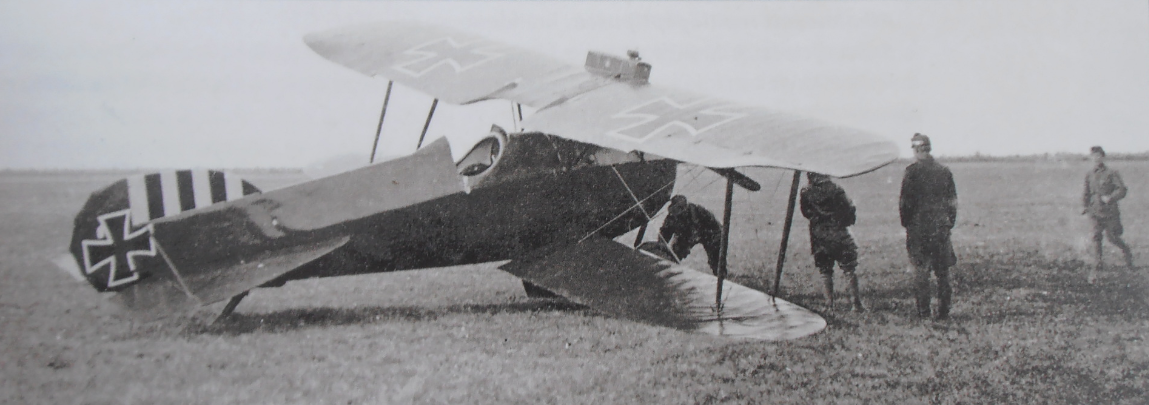
Phönix D.I jednotky Flik 63J

Od počátku prosince 1917 byl D.I nasazován jako doprovod průzkumných letounů, některé stíhačky byly přestavěny na fotografický průzkum a z nich několik dostalo navíc silnější motor Hiero o výkonu 230 k (169 kW). O snadné ovladatelnosti nového Phönixu svědčili piloti, kteří neměli problém s přechodem na novou stíhačku z dvousedadlových cvičných strojů. Mezi další přednosti patřila pevná konstrukce nosných ploch, která umožnila bezpečný střemhlavý let, což byl naopak poměrně nebezpečný manévr u Aviatiků i Albatrosů. Díky těmto vlastnostem se Phönix D.I těšil oblibě zejména u začínajících pilotů.
Ozvaly se však i kritické hlasy. Hauptmann Adolf Heyrowsky například 10. ledna 1918 podal svému velitelství hlášení o sice dobré ovladatelnosti a stabilitě stroje, který se jistě osvědčil jako doprovodný letoun, nicméně za Oeffagy D.III série 153 i Aviatiky D.I z řady 138 zaostává a další výroba údajně není žádoucí. Kritikou na nedostatečnou rychlost, stoupavost a přehnanou stabilitu nešetřili také letci Flik 30J nebo piloti z elitní Flik 60J, kde s Phönixem létalo i rakousko-uherské stíhací eso Kurt Gruber (stroj 228.24). Jak se později ukázalo, Phönixy se přílišné stability na úkor obratnosti zbavily teprve u typu D.III, nicméně 1. srpna 1918 bylo ve výzbroji k.u.k. Luftfahrtruppen ještě 72 Phönixů D.I, což jistě svědčí o jeho nadprůměrných vlastnostech, zejména vzhledem k rakousko-uherským poměrům.

## Další vývoj
Díky zkušenostem z operačního nasazení perspektivního stroje, konstruktéři Phönix Flugzeugwerke urychlili další vývoj jehož výsledkem byl prototyp 20.18. Snížená hmotnost nové stíhačky o 130 kg, změna tvaru VOP a zkrácení trupu, přispěly k dosažení vyšších výkonů. 19. prosince 1917 dosáhl prototyp 20.18 výšky 5000 metrů za 19 minut, což znamenalo velké zvýšení stoupavosti ve srovnání s 29 minutami, které k dosažení stejné výšky potřeboval standardní D.I. Na základě těchto testů byla zahájena sériová výroba nového typu D.II.

## Phönix D.I v Československu
Po osamostatnění Československa na podzim roku 1918, byly na území nového samostatného státu zabaveny čtyři stíhačky Phönix - tři verze D.I (228.48, 328.04, 328.21) a jedna D.II, všechny neschopné letu. Stroj 228.48 sloužil za války u Flik 63J a 43J, číslo 328.04 tamtéž a jako fotoprůzkumný navíc u Flik 37P, kde havaroval po útoku italského stíhače. I když byla původně plánována oprava strojů 228.48 a 328.21, nakonec z ní sešlo. V Československém Leteckém sboru tedy nelétal letoun tohoto typu.

## Specifikace

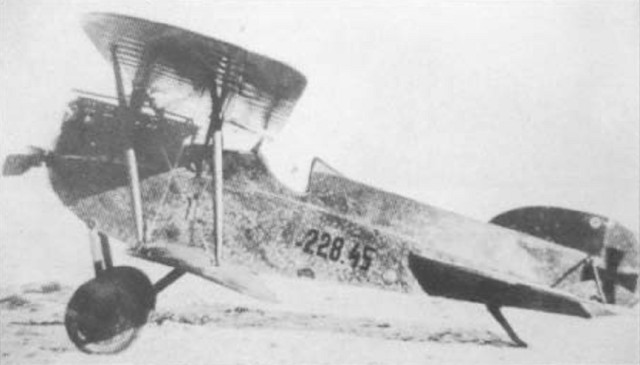
Phönix D.I (228.45) z druhé výrobní série.

### Technické údaje
- Osádka: 1 (pilot)
- Rozpětí: 9,80 m
- Délka: 6,75 m
- Výška: 2,65 m
- Nosná plocha: 25,00 m²
- Hmotnost prázdného letounu: 716 kg
- Vzletová hmotnost: 951 kg
- Pohonná jednotka: 1× řadový motor Hiero (výrobci Hiero, Fiat, Breitfeld, Daněk a spol.)
- Výkon pohonné jednotky: 200 k (147 kW) nebo 230 k (169 kW)

### Výkony
- Maximální rychlost: 178 km/h (při 110 kg provozních hmot a 150 kg užitečného zatížení)
- Cestovní rychlost: 130 km/h
- Dostup: 6000 m
- Čas výstupu do výšky:
  - 1000 m ÷ 2 min 42 s
  - 3000 m ÷ 11 min 28 s
  - 5000 m ÷ 29 min 6 s
- Vytrvalost: 2 hod.

### Výzbroj
- 2× synchronizovaný kulomet Schwarzlose M.16 ráže 8 mm

## Uživatelé
- Rakousko-Uhersko (k.u.k. Luftfahrtruppen)
- Jugoslávie